# Cryptopone
Cryptopone is een geslacht van mieren uit de onderfamilie van de Ponerinae (Oermieren).

## Soorten
- C. butteli Forel, 1913
- C. sauteri (W.M. Wheeler, 1906)
- C. testacea (Emery, 1893)